# Chalcides pentadactylus
Chalcides pentadactylus (п'ятипалий циліндричний сцинк) — вид сцинкоподібних ящірок родини сцинкових (Scincidae). Ендемік Індії.

## Поширення і екологія
П'ятипалі циліндричні сцинки відомі з типової місцевості, розташованої в околицях Кадалунді в окрузі Кожикоде на заході штату Керала. Вони живуть серед прибережних піщаних дюн в гирлі Кадалунді.